# Токарёвский сельский совет (Харьковская область)
Токарёвский се́льский сове́т — входил до 2020 года в состав
Двуречанского района Харьковской области
Украины. Административный центр сельского совета находился в
селе Токаревка.

## История
- 1943 — дата восстановления деятельности сельсовета после освобождения от немецкой оккупации.

## Населённые пункты совета
- село Токарёвка[1]
- село Добролю́бовка
- село Ме́чниково
- село Петро́вское

### Ликвидированные населённые пункты
- село Буряко́вка